# 坪井亀蔵

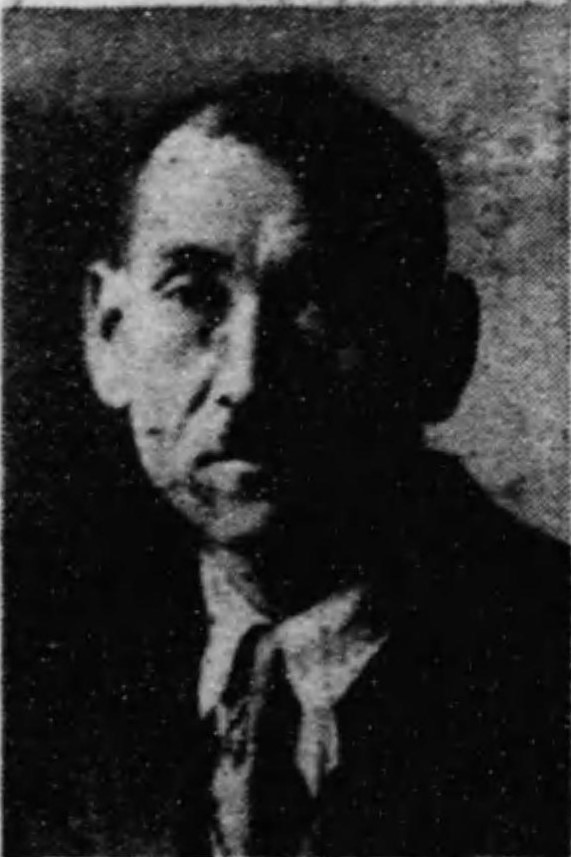
坪井亀蔵

坪井 亀蔵（亀藏、つぼい かめぞう、1900年（明治33年）12月16日 - 1990年（平成2年）3月23日）は、大正から昭和期の農業技術者、政治家。衆議院議員、静岡県浜名郡浜北町長、浜北市長。

## 経歴
静岡県出身。1919年（大正8年）静岡県立蚕業学校（現静岡県立浜松大平台高等学校）を卒業した。
小学校訓導、赤佐村会議員、静岡県会議員、浜名郡養蚕業副組合長、同桑苗生産組合連合会長、同緬羊山羊組合連合会長、静岡県桑苗組合副会長、浜名郡農業保険組合理事、浜松市農業会理事、静岡県蚕糸業会副会長、静岡県農業会技師などを務めた。
1946年（昭和21年）4月の第22回衆議院議員総選挙で静岡県全県区に無所属で出馬して当選し、1947年（昭和22年）4月の第23回総選挙で静岡県第3区に国民協同党公認で出馬して再選され、衆議院議員に連続2期在任した。この間、国民協同党中央委員、同党政策調査会蚕糸部長などを務めた。その後、第24回総選挙に立候補したが落選した。
以後、全国購買農業協同組合連合会（現全国農業協同組合連合会）専務理事、静岡県購買農業協同組合連合会長を歴任。1960年（昭和35年）浜北町長に選出され市制施行に取り組み、1963年（昭和38年）7月1日、浜北市の誕生に伴い初代市長に就任し、1972年（昭和47年）5月2日まで3期在任した。この間、公共施設の整備、都市基盤の整備、教育施設の充実、産業振興などに尽力した。